# Kleptochthonius affinis
Espèce
Kleptochthonius affinis est une espèce de pseudoscorpions de la famille des Chthoniidae.

## Distribution
Cette espèce est endémique du Tennessee aux États-Unis. Elle se rencontre dans les grottes Chadwell's Cave et English Cave dans le comté de Claiborne.

## Description
La femelle holotype mesure 2,13 mm.

## Publication originale
- Muchmore, 1976 : New cavernicolous species of Kleptochthonius, and recognition of a new species group within the genus (Pseudoscorpionida: Chthoniidae). Entomological News, vol. 87, no 7/8, p. 211-217 (texte intégral).